# Bronx à Bel Air
Pour plus de détails, voir Fiche technique et Distribution.
Bronx à Bel Air (Bringing Down the House), ou Remue-ménage au Québec, est un film américain réalisé par Adam Shankman et sorti en 2003.

## Synopsis
Peter Sanderson, avocat coincé et divorcé de Kate, flirte sur Internet avec une dénommée Charlene. Mais lors de leur premier rendez-vous, il va découvrir que la jeune femme s'est évadée de prison et cette dernière compte sur lui pour l'aider à prouver son innocence.

## Fiche technique
- Titre original : Bringing Down the House
- Titre français : Bronx à Bel Air
- Titre québécois : Remue-ménage
- Réalisation : Adam Shankman
- Scénario : Justin Filardi
- Musique : Lalo Schifrin
- Direction artistique : James Nedza
- Photographie : Julio Macat
- Montage : Gerald B. Greenberg
- Décors : Linda DeScenna
- Costumes : Pamela Withers
- Production : Ashok Amritraj et David Hoberman
  - Coproduction : Todd Lieberman (en)
  - Production déléguée : Queen Latifah et Jane Bartelme
  - Production associée : Cookie Carosella
- Sociétés de production : Touchstone Pictures et Hyde Park Films
- Sociétés de distribution :  Buena Vista Pictures •  Gaumont Buena Vista International
- Budget : 33 millions de dollars[réf. nécessaire]
- Pays d'origine :  États-Unis
- Langue originale : anglais
- Genre : comédie
- Durée : 105 minutes
- Dates de sortie en salles :
  - États-Unis et Canada : 7 mars 2003
  - France : 6 août 2003

## Distribution
- Steve Martin (VF : Jacques Frantz[2] et VQ : Jean-Marie Moncelet[3]) : Peter Sanderson
- Queen Latifah (VF : Pascale Vital[2] et VQ : Sophie Faucher) : Charlene Morton
- Eugene Levy (VF : Hervé Jolly[2] et VQ : Éric Gaudry) : Howie Rottman
- Jean Smart (VF : Danièle Douet[2] et VQ : Claudine Chatel) : Kate Sanderson
- Missi Pyle (VF : Vanina Pradier[2] et VQ : Nathalie Coupal) : Ashley
- Joan Plowright (VQ : Françoise Faucher) : Virginia Arness
- Betty White (VQ : Élizabeth Chouvalidzé) : Mrs. Kline
- Kimberly J. Brown (VQ : Catherine Allard) : Sarah Sanderson
- Angus T. Jones (VQ : Laurent-Christophe De Ruelle) : George "Georgie" Sanderson
- Michael Rosenbaum (VQ : Jean-François Beaupré) : Todd Gendler
- Steve Harris (VF : Pascal Renwick[2]) : Widow
- Matt Lutz (VF : Alexandre Gillet[2] et VQ : Joël Legendre) : Aaron
- Victor Webster (VQ : Martin Watier) : Glen

## Autour du film
- Le film a connu un énorme succès commercial aux États-Unis, en restant en tête du box-office durant les trois premières semaines d'exploitation[4] et engrangeant un total de 132 716 677 dollars au bout de 24 semaines[5], relançant ainsi la carrière de Steve Martin, qui avait enchaîné les échecs publics avec ses précédents films.